# Tercer Frente (municipio)
Tercer Frente es uno de los municipios que conforman la provincia de Santiago de Cuba, en Cuba. 
Posee una extensión territorial de 370 km² y una población estimada al 2017 de 30 370 habitantes, lo que representa una densidad de 82,18 hab/km². El municipio se encuentra a una altitud media de 225 m s. n. m..
Limita limita al norte con el municipio Contramaestre, al este con Palma Soriano, al sur con Guamá y al oeste con la provincia de Granma. Se encuentra a 100 km de la ciudad de Santiago de Cuba, en plena Sierra Maestra.
El municipio fue creado el 6 de marzo de 1958 por Juan Almeida Bosque, y es también nombrado Doctor Mario Muñoz Monroy en memoria del médico cubano participante en el asalto al cuartel Moncada.
Cuenta con instituciones educativas destinadas a distintos niveles estudiantiles y orientaciones, desde la primera infancia hasta escuelas técnicas; servicios de salud de media y alta complejidad; espacios culturales y de recreación. Dispone de espacios destinados a la práctica de varias disciplinas deportivas en cuatro escuelas comunitarias, donde se practica béisbol, atletismo, voleibol, baloncesto, fútbol y natación entre otros.
La principal actividad económica del municipio es la agropecuaria, principalmente la producción de café, cacao, hortalizas, cítricos y en menor medida madera y ganadería vacuna.

En función de estas actividades, en el municipio se desarrollan acciones de investigación científica centralizadas en el Instituto de Investigaciones Agroforestales y el Centro de Reproducción de Entomófagos y Entomopatógenos, tendientes a incrementar la productividad de los cultivos mediante el reemplazo de prácticas y tecnologías no ecológicas.
El municipio presenta un relieve en general montañoso, con alturas máximas que superan los 1200 m s. n. m. hacia el norte, ampliamente irrigado por el río Contramaestre y más de 15 vías de agua de orden menor. Existen tres áreas protegidas: las Reservas Florísticas Manejadas Pozo Prieto y Monte Bisse y el Área Protegida de Recursos Manejados La Tabla.